# Connor Murphy
Connor Murphy (Boston, Massachusetts, 26 de marzo de 1993) es un jugador profesional estadounidense de hockey sobre hielo que se desempeña en la posición de defensor derecho en Chicago Blackhawks, equipo de la National Hockey League (NHL).

## Carrera
Fue seleccionado en la primera ronda en la NHL Entry Draft de 2011. En 2013 hizo su debut profesional con el equipo Phoenix Coyotes que, en 2014 fue renombrado como Arizona Coyotes, en el cual jugó cuatro temporadas (2013-2017), después pasó a Chicago Blackhawks, donde lleva jugando siete temporadas.